# کریستیان فورشتگت گلرت
کریستیان فورشتگت گلرت (انگلیسی: Christian Fürchtegott Gellert; ۴ ژوئیهٔ ۱۷۱۵ – ۱۳ دسامبر ۱۷۶۹) یک لوتریان اهل آلمان بود.

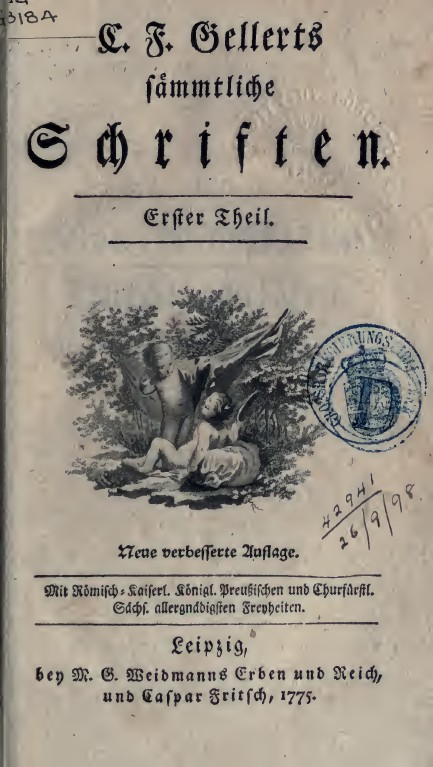
C. F. Gellerts sämmtliche Schriften. Teil 1 (1775)